# Canthium merrillianum
Canthium merrillianum är en måreväxtart som beskrevs av David John Mabberley. Canthium merrillianum ingår i släktet Canthium och familjen måreväxter.
Artens utbredningsområde är Filippinerna. Inga underarter finns listade i Catalogue of Life.